# Carles Planas
Carles Planas Antolínez (Sant Celoni, 4 marzo 1991) è un ex calciatore spagnolo, di ruolo difensore.

## Carriera

### Club
Il 28 novembre 2012 debutta in prima squadra nella partita di ritorno dei sedicesimi di finale di Coppa del Re contro il Deportivo Alavés, andando a sostituire Adriano al 70º della ripresa, la partita finisce 3-1 a favore del Barcellona.
Nel luglio 2017 passa a titolo definitivo al Girona.

### Nazionale
Il 1º settembre 2011 debutta con la Nazionale spagnola Under-21, in una trasferta contro la Georgia, terminata 2-7.

## Statistiche

### Presenze reti nei club
Aggiornate al 18 luglio 2013.
| Stagione            | Squadra             | Campionato          | Campionato | Campionato | Coppa nazionale | Coppa nazionale | Coppa nazionale | Coppe continentali | Coppe continentali | Coppe continentali | Altre coppe | Altre coppe | Altre coppe | Totale | Totale |
| Stagione            | Squadra             | Comp                | Pres       | Reti       | Comp            | Pres            | Reti            | Comp               | Pres               | Reti               | Comp        | Pres        | Reti        | Pres   | Reti   |
| ------------------- | ------------------- | ------------------- | ---------- | ---------- | --------------- | --------------- | --------------- | ------------------ | ------------------ | ------------------ | ----------- | ----------- | ----------- | ------ | ------ |
| 2008-2009           | Barcellona B        | SDB                 | 1          | 0          |                 |                 |                 |                    |                    |                    |             |             |             | 1      | 0      |
| 2009-2010           | Barcellona B        | SDB                 | 3          | 0          |                 |                 |                 |                    |                    |                    |             |             |             | 3      | 0      |
| 2010-2011           | Barcellona B        | SD                  | 17         | 0          |                 |                 |                 |                    |                    |                    |             |             |             | 17     | 0      |
| 2011-2012           | Barcellona B        | SD                  | 32         | 0          |                 |                 |                 |                    |                    |                    |             |             |             | 32     | 0      |
| 2012-2013           | Barcellona B        | SD                  | 32         | 1          |                 |                 |                 |                    |                    |                    |             |             |             | 32     | 1      |
| 2013-2014           | Barcellona B        | SD                  | 11         | 0          |                 |                 |                 |                    |                    |                    |             |             |             | 11     | 0      |
| Totale Barcellona B | Totale Barcellona B | Totale Barcellona B | 92         | 1          |                 |                 |                 |                    |                    |                    |             |             |             | 92     | 1      |
| 2012-2013           | Barcellona          | PD                  | 0          | 0          | CR              | 1               | 0               | UCL                | 1                  | 0                  | SS          | 0           | 0           | 2      | 0      |
| Totale carriera     | Totale carriera     | Totale carriera     | 92         | 1          |                 | 1               | 0               |                    | 1                  | 0                  |             | 0           | 0           | 94     | 1      |